# Pirinioaurrea
Die Comarca Pirinioaurrea ist eine der 14 Comarcas in der autonomen Gemeinschaft Navarra.
Die nordöstlich gelegene Comarca umfasst 12 Gemeinden auf einer Fläche von 724,89 km².

## Gemeinden
| Gemeinde                                    | Einwohner (2024) | Fläche km² | Dichte Einw./km² | Cod INE | Postleitzahl |
| ------------------------------------------- | ---------------- | ---------- | ---------------- | ------- | ------------ |
| Aoiz/Agoitz                                 | 3.007            | 13,54      | 222              | 31019   | 31430        |
| Arce/Artzi                                  | 301              | 145,34     | 2                | 31028   | 31438        |
| Ibargoiti                                   | 270              | 54,34      | 5                | 31124   | 31472        |
| Izagaondoa                                  | 159              | 59,31      | 3                | 31132   | 31421        |
| Lizoain-Arriasgoiti/Lizoainibar-Arriasgoiti | 288              | 65,53      | 4                | 31156   | 31482, 31485 |
| Lónguida/Longida                            | 301              | 90,85      | 3                | 31158   | 31481        |
| Monreal/Elo                                 | 512              | 22,61      | 23               | 31172   | 31471        |
| Oroz-Betelu/Orotz-Betelu                    | 143              | 24,15      | 6                | 31199   | 31439        |
| Unciti                                      | 233              | 37,31      | 6                | 31237   | 31422        |
| Urraul Alto                                 | 136              | 140,86     | 1                | 31241   | 31448        |
| Urraul Bajo                                 | 323              | 59,72      | 5                | 31242   | 31480        |
| Urroz-Villa                                 | 404              | 11,20      | 36               | 31243   | 31420        |
| Comarca Pirinioaurrea                       | 6.077            | 724,89     | 8                | –       | –            |

Auf dem Gebiet der Comarca befinden sich noch die folgenden zwei gemeindefreien Gebiete (Comunidades) auf einer Gesamtfläche von 0,13 km²:
| Comunidad   | Fläche   |
| ----------- | -------- |
| Facería 14: | 0,08 km² |
| Facería 17: | 0,05 km² |